# Amélie Julian
Pour les articles homonymes, voir Julian.
Amélie Julian, née le 19 avril 2001, est une joueuse française de teqball.

## Carrière
Aux Jeux européens de 2023 qui font aussi office de premiers Championnats d'Europe, Amélie Julian remporte la médaille d'argent en simple dames.